# The Rosicrucian Fellowship

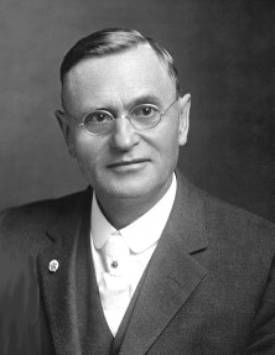
Max Heindel, zakladatel organizace

The Rosicrucian Fellowship (TRF) „Rosekruciánské společenství“ je organizace vycházející z křesťanského esoterismu a teosofie. Je jedním ze tří hlavních aktivních společenství hlásících se k odkazu rosekruciánského hnutí, vedle A.M.O.R.C. a Lectorium Rosicrucianum. V roce 1995 mělo TRF podle vlastního tvrzení kolem osmi tisíc členů, především ve Spojených státech, ale také v Německu, Švýcarsku, Rakousku, Spojeném království a Brazílii.

## Dějiny
Zakladatelem The Rosicrucian Fellowship je Carl Louis Grasshoff (1865-1919), známý pod pseudonymem Max Heindel. Narodil se v Dánsku, ale v roce 1896 emigroval do Spojených států a zde, v Los Angeles, začal v roce 1903 navštěvovat přednášky Teosofické společnosti. Následujícího roku se stal vice-prezidentem losangeleské pobočky společnosti, ale zhruba v letech 1906 až 1907 už v ní nebyl aktivní. V roce 1907 navštívil Německo a navštěvoval přednášky Rudolfa Steinera, člena Teosofické společnosti, který později hnutí opustil a založil více křesťansky orientovanou antroposofii.
Po návratu do Spojených států začal Heindel začal zakládat různé rosekruciánské skupiny a v roce 1909 vydal svůj základní text: The Rosicrucian Cosmo-Conception „Rosekruciánská kosmo-koncepce“. Podle slov Rudolfa Steinera byla tato kniha převzetím jeho vlastních myšlenek, které navíc měly být udržovány v tajnosti. V roce 1909 Heindel také zakoupil, s pomocí svých bohatých následovníků, ve městě Oceanside, jižně od Los Angeles, pozemek, na kterém založil Mount Ecclesia „Horu Církev“ a od téhož roku se zpravidla počítá založení The Rosicrucian Fellowship. Po smrti Heindela v roce 1919 převzala vedení organizace jeho manželka Augusta Foss.
Jedna z poboček hnutí byla založena v Nizozemsku a později se osamostatnila a začala být známa pod jménem Lectorium Rosicrucianum. Přesný rok vzniku této organizace jako samostatného společenství je nejasný, uvádí se roky 1924 a 1935.

## Učení
Podle názoru Maxe Heindela existuje jediný Bůh a esoterické křesťanství je budoucím náboženstvím celého světa. Zároveň, stejně jako teosofové a antroposofové, členové TRF věří v reinkarnaci a karmanový zákon. Velký důraz je kladen na duchovní léčitelství a astrologii. Společenství slouží mše, zpravidla však na ně nemá vyhrazeny zvláštní kněží, a provádí svatby a pohřby. Členové mají zakázanou konzumaci alkoholu, tabáku a masa, výše postavení zasvěcenci drží celibát.